# Montepuez
Montepuez – miasto w Mozambiku, w prowincji Cabo Delgado; 83 677 mieszkańców (2013). Przemysł spożywczy.